# Азовське сільське поселення
А́зовське сільське поселення (рос. Азовское сельское поселение) — сільське поселення у складі Шуришкарського району Ямало-Ненецького автономного округу Тюменської області Росії.
Адміністративний центр — село Азови.
Населення сільського поселення становить 362 особи (2017; 411 у 2010, 474 у 2002).

## Склад
До складу сільського поселення входять:
| Населений пункт      | Населення, осіб (2002) | Населення, осіб (2010) |
| -------------------- | ---------------------- | ---------------------- |
| Азови, село          | 411                    | 359                    |
| Ільягорт, присілок   | 7                      | 8                      |
| Ішвари, присілок     | 12                     | 4                      |
| Карвожгорт, присілок | 5                      | 4                      |
| Послови, присілок    | 39                     | 36                     |